# 2019–2020-as magyar női vízilabdakupa
A 2019–2020-as magyar női vízilabdakupa a huszadik kiírás volt a versenysorozat történetében. A kupára tíz csapat nevezett. A győzelmet a Dunaújvárosi Főiskola szerezte meg.

## Eredmények

### Selejtező
október 25–27.
A csoport (III. kerületi TVE uszoda)
| Hely. | Csapat            | M | Gy | D | V | G+ | G– | Gk  | P  | Továbbjutás vagy kiesés    |      | UVSE  | SZEN  | KER   | SZEG  | TVSE |
| ----- | ----------------- | - | -- | - | - | -- | -- | --- | -- | -------------------------- | ---- | ----- | ----- | ----- | ----- | ---- |
| 1.    | UVSE              | 4 | 4  | 0 | 0 | 96 | 15 | +81 | 12 | Továbbjutott az elődöntőbe |      | —     | 18–4  | 26–3  | 26–7  | 26–1 |
| 2.    | Szentesi VK       | 4 | 3  | 0 | 1 | 51 | 51 | 0   | 9  | Továbbjutott az elődöntőbe |      | 4–18  | —     | 16–14 | 17–11 | 14–8 |
| 3.    | III. kerületi TVE | 4 | 2  | 0 | 2 | 50 | 58 | −8  | 6  |                            |      | 3–26  | 14–16 | —     | 14–9  | 19–7 |
| 4.    | Szegedi Egyetem   | 4 | 1  | 0 | 3 | 39 | 63 | −24 | 3  |                            | 7–26 | 11–17 | 9–14  | —     | 12–6  |      |
| 5.    | Tatabányai VSE    | 4 | 0  | 0 | 4 | 22 | 71 | −49 | 0  |                            | 1–26 | 8–14  | 7–19  | 6–12  | —     |      |

B csoport (Eger, Bitskey Aladár Uszoda)
| Hely. | Csapat                | M | Gy | D | V | G+ | G– | Gk  | P  | Továbbjutás vagy kiesés    |       | DUV   | FTC   | EGER | BVSC  | BHSE |
| ----- | --------------------- | - | -- | - | - | -- | -- | --- | -- | -------------------------- | ----- | ----- | ----- | ---- | ----- | ---- |
| 1.    | Dunaújvárosi Főiskola | 4 | 4  | 0 | 0 | 61 | 30 | +31 | 12 | Továbbjutott az elődöntőbe |       | —     | 8–6   | 11–8 | 14–10 | 28–6 |
| 2.    | Ferencváros           | 4 | 3  | 0 | 1 | 48 | 29 | +19 | 9  | Továbbjutott az elődöntőbe |       | 6–8   | —     | 10–9 | 12–10 | 20–2 |
| 3.    | Egri VK               | 4 | 2  | 0 | 2 | 48 | 36 | +12 | 6  |                            |       | 8–11  | 9–10  | —    | 12–11 | 19–4 |
| 4.    | BVSC-Zugló            | 4 | 1  | 0 | 3 | 55 | 41 | +14 | 3  |                            | 10–14 | 10–12 | 11–12 | —    | 24–3  |      |
| 5.    | Bp. Honvéd            | 4 | 0  | 0 | 4 | 15 | 91 | −76 | 0  |                            | 6–28  | 2–20  | 4–19  | 3–24 | —     |      |

### Elődöntő
december 7., Komjádi uszoda
| 1. csapat             | Eredmény | 2. csapat   |
| --------------------- | -------- | ----------- |
| UVSE                  | 11–8     | Ferencváros |
| Dunaújvárosi Főiskola | 14–7     | Szentesi VK |

### Döntő
| 2019. december 8. 14:30 | UVSE                                                         | 12–13 | Dunaújvárosi Főiskola                                                                     | Komjádi uszoda Nézőszám: 800 Játékvezetők: Fodor Rajmund Homonnai Dániel |
| 2019. december 8. 14:30 | (0–2, 3–4, 3–3, 3–0, b: 3-4)                                 |       |                                                                                           | Komjádi uszoda Nézőszám: 800 Játékvezetők: Fodor Rajmund Homonnai Dániel |
| 2019. december 8. 14:30 | Kistelki H. 4 Keszthelyi 3 Faragó 2 Szűcs 1 Parkes 1 Mucsy 1 |       | Garda 4 Gurisatti 2 Brezovszki 1 Sajben 1 Mahieu 1 Szabó N. 1 Ziegler 1 Vályi 1 Szellák 1 | Komjádi uszoda Nézőszám: 800 Játékvezetők: Fodor Rajmund Homonnai Dániel |

A Dunaújváros kupagyőztes csapatának tagjai: Laura Aarts, Brezovszki Gerda, Garda Krisztina, Gurisatti Gréta, Horváth Brigitta, Huszti Vanda, Kiss Alexandra, Géraldine Mahieu, Sajben Nikolett, Szabó Nikolett, Szellák Csenge, Vályi Vanda, Ziegler Diána, vezetőedző: Mihók Attila